# Stefano Borchi
Stefano Borchi (Prato, 9 maart 1987) is een Italiaanse wielrenner. Borchi rijdt sinds 2012 bij Vini Fantini-Selle Italia.

## Belangrijkste overwinningen
2007
- 6e etappe Ronde van Veneto

2009
- Milaan-Busseto
- 2e etappe Giro Ciclisto Pesche Nettarine di Romagna

2013
- 8e etappe Ronde van Venezuela